# Che strano amore/Le ali della gioventù
Che strano amore/Le ali della gioventù è il venticinquesimo singolo di Caterina Caselli pubblicato in Italia nel 1972.

## Tracce
1. Che strano amore – 3:45 (testo: Franco Califano e Leonardo Ricchi – musica: Dario Baldan Bembo)
2. Le ali della gioventù – 3:15 (Franco Califano e Alba Laura Arciello)

## Descrizione
Il brano Che strano amore in origine si intitolava A poco a poco, con testo e musica di Dario Baldan Bembo, inciso da Mia Martini in previsione di certi album mai realizzati.
In seguito, sulla medesima base musicale con un nuovo testo di Franco Califano e Leonardo Ricchi per l'interpretazione della Caselli, con la direzione orchestrale di Franco Monaldi, il brano fu utilizzato, tra settembre e ottobre 1972, come sigla della 25ª edizione della trasmissione radiofonica Gran varietà.
La versione originale di Mia Martini, rimasta per molto tempo inedita, sarà pubblicata nel 2003 nella compilation di inediti Canzoni segrete.
Il secondo brano, Le ali della gioventù, è stata scritta da Franco Califano e Alba Laura Arciello con lo pseudonimo Berillio. Venne presentata alla VIII edizione della Mostra internazionale di musica leggera di Venezia e, in seguito, venne riproposta nella prima puntata di Canzonissima.
Entrambi i brani non vennero inseriti nell'album del 1972 Caterina Caselli e il 45 giri non entrò nella classifica annuale dei primi 100 singoli più venduti.